# مخطط تصنيفي للتصنيع

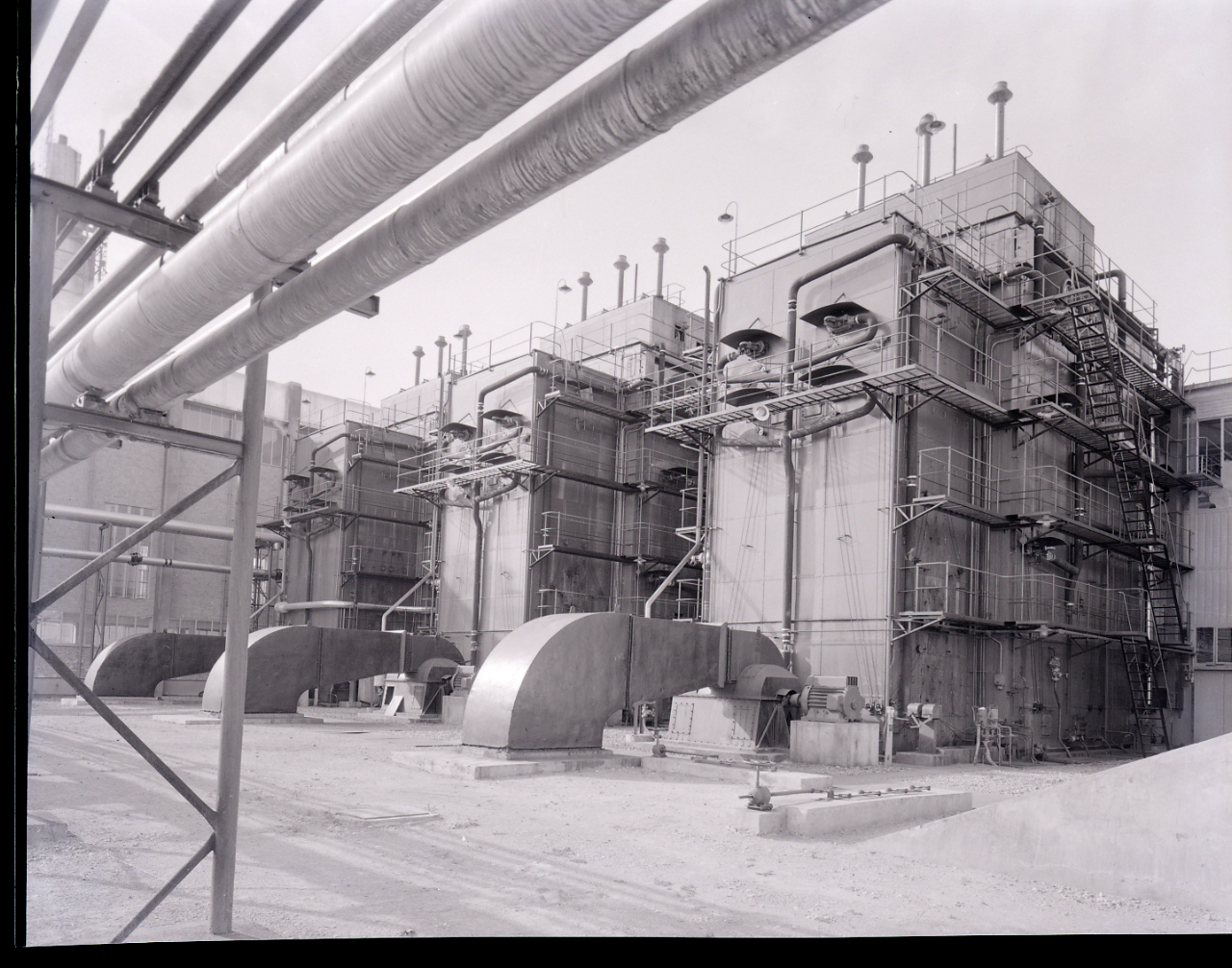

يمثل الإطار التفصيلي التالي نظرةً عامةً على التصنيع وكذلك دليلاً موضوعيًا له:
يشير التصنيع إلى مفهوم استخدام الآلات، الأدوات والأيدي العاملة لإنتاج السلع والبضائع بغرض البيع أو الاستخدام.  يتضمن مجموعة من الأنشطة البشرية بدايةً من الحرف اليدوية وصولاً إلى التقنية العالية، ولكن وفقًا لمفهومه الأكثر شيوعًا يشير التصنيع إلى الإنتاج الصناعي؛ حيث تحويل المواد الخام إلى بضائع تامة الصنع وسلعٍ جاهزة على نطاقٍ واسع.

## نظرة عامة
- المصنع
- الصناعة الثقيلة
- الصناعة الخفيفة
- إنتاج شامل
- خط الإنتاج

## أمثلة على بعض الصناعات التحويلية
- قطاع الفضاء
- قطاع السيارات
- الصناعة الكيميائية
- صناعة الحاسوب
- صناعة الإلكترونيات
- صناعة إعداد الطعام
- صناعة الملابس الجاهزة
- صناعة الدواء
- صناعة اللب والورق
- صناعة الألعاب

## التاريخ
- الحرف اليدوية
- تاريخ المصانع

### أصول التصنيع
- نظام المصنع

## النظريات المُستخدمة في التصنيع
- نظرية تايلور (الإدارة العلمية)
- الفوردية
- نظرية الإدارة العلمية

## عمليات التصنيع

### الرقابة التنظيمية
- إدارة
  - إدارة الجودة الشاملة
- ضبط الجودة
  - ستة سيغما

### أنظمة التصنيع
- الحرف اليدوية أو نظام الطوائف
- نظام التصنيع الإنجليزي
- النظام الأمريكي في التصنيع
- مبدأ الجماعية السوفيتية في التصنيع
- إنتاج شامل
- التصنيع وفقًا لمبدأ الإنتاج المبرمج؛ التصنيع في الوقت المناسب وبالكمية اللازمة
- التصنيع الضعيف
- تصنيع مرن
- الإيصاء الواسع
- التصنيع المتسارع
- التصنيع السريع
- التصنيع المُسبق
- نظام إنتاج تويوتا

### تصميم المنتَج
- النمذجة السريعة
- تصميم بمساعدة الحاسوب (CAD)
- هندسة الإنتاج
- مجموعة أدوات لابتكار المستخدم
- نظام التكوين

### هندسة التصنيع
- هندسة الإنتاج
- هندسة صناعية
- تصنيع بمساعدة الحاسوب
- التصنيع المتكامل بالحاسوب
- تحكم رقمي
- تحكم رقمي باستخدام الحاسوب (CNC)
- أنظمة التحكم الموزع
- أنظمة تحكم ناقل المجال
- أجهزة تحكم منطقي قابلة للبرمجة
- تغليف

### أنظمة التجميع
- خط التجميع

## مفاهيم
- رأس المال
- استثمار رأس المال
- مستهلك
- سير ناقل
- اهتلاك
- مُوزع
- المصنع
- موجودات ثابتة
- عملية صناعية
- آلة تشغيل
- تصنيع
- إنتاج شامل
- مُنْشَأة
- صناعة أولية
- شراء
- خط الإنتاج
- مواد خام
- تاجر التجزئة
- سلسلة إمداد
- توفير المعدات
- مستودع
- بائع بالجملة
- عمال

## قوائم
- مخطط تفصيلي عن الهندسة التطبيقية
- مخطط تفصيلي عن إدارة الأعمال التجارية
- مخطط تفصيلي عن الإنتاج
- مخطط تفصيلي عن التسويق
- مخطط تفصيلي عن علم الاقتصاد
- مخطط تفصيلي عن التمويل
- قائمة بموضوعات التجارة الدولية
- قامة بموضوعات المحاسبة
- قائمة بموضوعات إدارة تقنية المعلومات
- قائمة بموضوعات القانون التجاري
- قائمة بموضوعات إدارة الموارد البشرية
- قائمة بأهم الباحثين في مجال الأعمال التجارية
- قائمة بأبرز خبراء الاقتصاد